# Night (группа)
Night — непальская фолк-группа. Деятельность группы направлена на то, чтобы представить традиционные непальские инструменты современному поколению непальцев.
Первоначально группа выпускала синглы, которые стали очень популярными в Непале. Night выпустили свой первый альбом Ani Ukali Sangai Orali в 2014 году, второй альбом Jhalka Raya Buka в августе 2017 года и третий альбом Ramite — The Music Volume 1 в 2019 году. Группа обзавелась солидной фан-базой — от металлистов до простых людей. Некоторые участники группы написали музыку для непальских фильмов, таких как Chhadke, Jhola и Suntali. Night выступали на фестивале Шамбала в августе 2015 и 2019 годов, BBC Radio 3 в апреле 2016 года, на шоукейсе WOMEX в октябре 2017 года, на Sommarscen Malmo и EthnoKrakow в 2018 году. Группа также сотрудничала с А. Р. Рахманом по случаю Международного дня мира, создав музыкальный трибьют Ot. Помимо Непала, группа Night выступала и во многих других странах.
Night продвигают традиционные непальские музыкальные инструменты с помощью короткометражного документального сериала Know Your Instruments (с англ. — «Знай свои инструменты») на своём YouTube-канале.
Группа использует множество инструментов, некоторые из них: саранги, пивнача, нагара, дхимай, палува, флейта, тунгна.

## Дискография
- Ani Ukali Sangai Orali (2014)
- Jhalka Raya Buka (2017)
- Ramite — The Music, Volume 1 (2019)